# Корпус судна

3D-модель корпуса судна XV століття

Корпус судна  — основна частина судна, представлена водонепроникним та порожнім всередині тілом обтічної коробчастої (для надводних суден) або циліндричної (для підводних човнів) форми.
Корпус судна забезпечує плавучість, непотоплюваність, міцність та здатність судна протистояти зовнішнім факторам, а також використовується для розміщення озброєння, особового складу та механізмів, зумовлених призначенням корабля. Корпус обладнаний стерновим, якірним, швартувальним, буксирним і вантажопідйомним устаткуванням. Всередині суднового корпусу розташовуються основні та допоміжні механізми, вантажні трюми, житлові та службові приміщення, сховища для запасів палива, мастил, води, ланцюгові ящики, приміщення для перевезеної техніки та вантажів, а також більшість корабельних пристроїв. Верхня палуба корпусу служить фундаментом для надбудов, споруд і службових механізмів. На ній розміщуються щогли і труби.
Корпус судна характеризується головними розмірами (довжиною, шириною, осадкою), формами зовнішніх обрисів, конструктивно-силовою схемою набору, конструкційними матеріалами, використаними при виготовленні (дерево, сталь і (або) легких сплавів, пластмас, композиційних матеріалів і дерева).
Форма корпусу судна значною мірою визначає його міцність, морехідні та маневрові якості.
Основними елементами та характеристиками корпусу судна є: ніс, корма, борт, ватерлінія, осадка, надводний борт, мінімальна висота надводного борту.

## Теоретичний кресленик
Теоретичний кресленик визначає геометричну форму (обриси, обводи) корпусу, яка визначає морехідні та маневрові якості корабля, і координати розташування його складових частин.
Розрізняють гострі обводи судна (ніс і корми судна сильно загострені) і тупі (у зворотному випадку). Характер обводів залежить від призначення корабля, його розмірів, швидкості, району плавання, автономності тощо. Обводи корпусу значною мірою визначають опір води рухові корабля, схожість на хвилю, остійність, заливаність, керованість, умови роботи рушіїв та інші корабельні якості.

## Конструкція корпусу

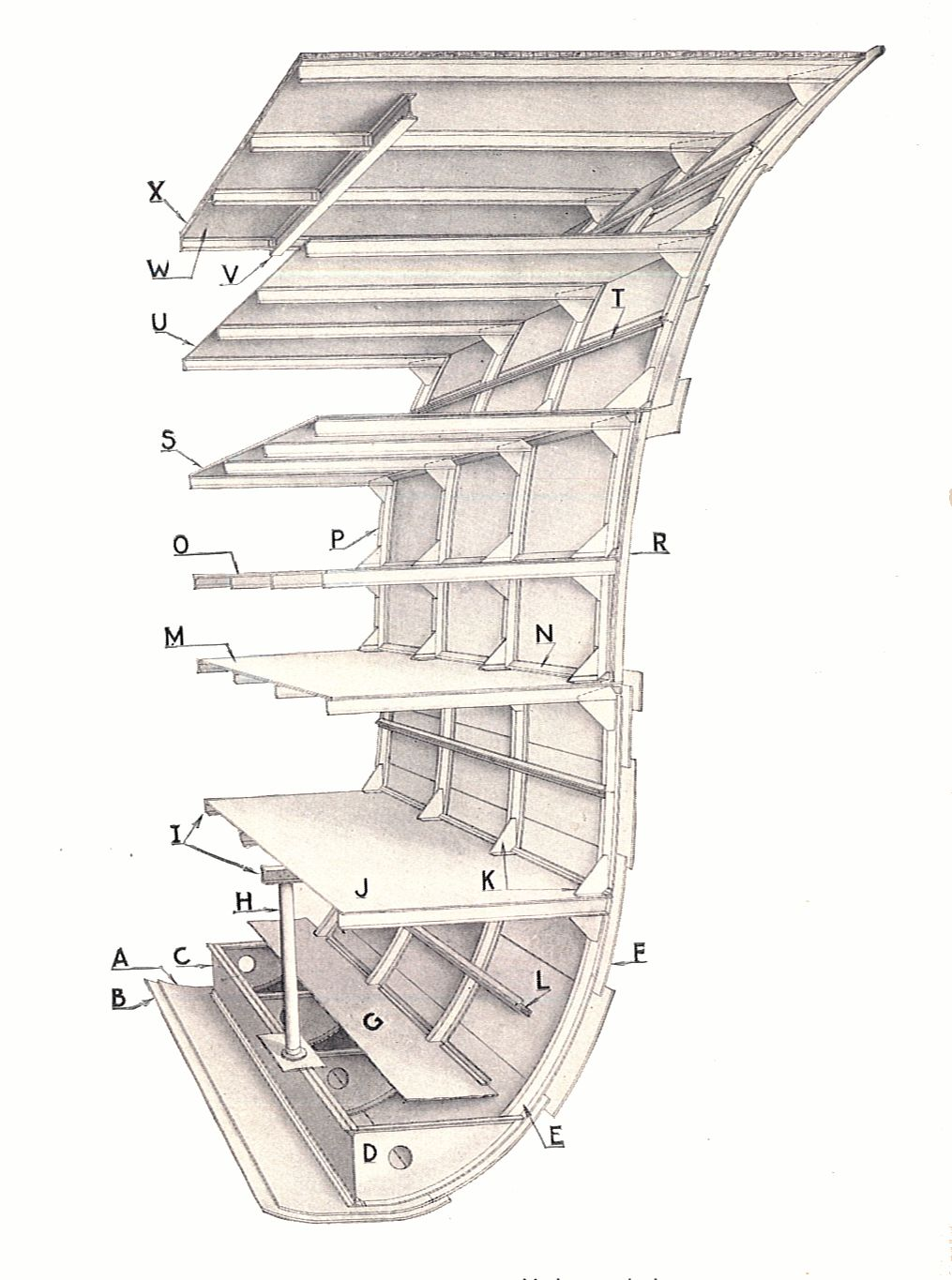
Набір і обшивка супердредноута Royal Sovereign: A — внутрішня смуга плоского кіля, B — зовнішня смуга кіля, C — вертикальна смуга кіля, D — листи флору, E — шпангоут, F — зовнішня обшивка, G — настил другого дна, H — пілерс, I — бімси, J — орлопдек, K — бракети (книці) шпангоутів, L — днищевий стрингер, M — нижня палуба, N — стрингерний кутик, O — мідельдек, P — шпангоут, R — броня від 160-фунтового калібру, S — головна палуба T — бортовий стрингер, U — верхня палуба, V — карлінгс, W — палуба бака, X — тикове покриття палуби

### Конструкція корпусу надводного судна

#### Набір корпусу
Набір — каркас з металевих балок та ребер, що надає конструкціям корпусу задану форму і разом з обшивкою та настилом забезпечує необхідну жорсткість та міцність корпусу.

#### Обшивка корпусу
Обшивка — оболонка корпусу, яка прикріплена до набору і утворює корпусні обводи. Обшивка поділюється на водонепроникну зовнішню, яка є водночас і однією з головних поздовжніх в'язей корпусу, та внутрішню, яка найчастіше не є герметичною, і служить для тепло- і звукоізоляції приміщень та декоративних цілей. Зовнішня обшивка корпусу судна і його палубний настил забезпечують міцність та водонепроникність.
На дерев'яних суднах поверх внутрішньої обшивки (або поверх шпангоутів зсередини) можуть накладатися ридерси (від англ. riders) — діагональні залізні смуги, що йдуть від кільсона до нижньої палуби й служать для посилення міцності корпусу.

### Конструкція корпусу підводного човна
Корпус підводного човна складається з внутрішнього міцного і зовнішнього легкого корпусів.